# شهرک دانشگاه صنعتی شریف
شهرک دانشگاه صنعتی شریف شهرکی در تهران است.
در سال ۱۳۵۲ تعدادی از نخبگان و کارکنان و استادان دانشگاه صنعتی شریف تصمیم گرفتند مکانی دور از هیاهوی شهری را برای زندگی انتخاب کنند؛ بنابراین تصمیم به احداث شهرک دانشگاه صنعتی شریف در محدوده وردآورد شمالی گرفته شد. میانگین میزان تحصیلات افراد ساکن لیسانس می‌باشد.
این شهرک در ناحیه ۳ منطقه ۲۲ تهران واقع شده‌است. از شمال به بزرگراه شهید همت و شهید خرازی و از غرب به تعاونی مسکن راه‌آهن و از جنوب به برج های همراه شهر آتی ساز و از شرق به بلوار شهید اردستانی محدود شده‌است.
هوای پاکیزه و مطلوب و دسترسی آسان به بزرگراه همت و ایستگاه متروی وردآورد در سال‌های اخیر باعث رشد چشمگیر ساخت و ساز و قیمت در این شهرک مسکونی می‌باشد.
از جمله خیابان‌ها و کوچه‌های شهرک دانشگاه شریف می‌توان به خیابان تهران، همدان، بهار، گلستان اشاره داشت. از مکان‌های شناخته شده این شهرک می‌توان به مسجد امام حسین و پارک الغدیر اشاره کرد. ساکنین کوی بهار از قدیمی‌ترین ساکنین منطقه می‌باشند.

## مشخصات کلی محله
نام منطقه: ۲۲
نام ناحیه: ۳
شماره و نام محله: ۹ (شریف)
جمعیت مردان: حدود ۱۷۳۳
جمعیت زنان: حدود ۱۵۳۴
جمعیت ثابت تقریبی: ۸۸۰۰
جمعیت شناور تقریبی: ۲۰۰۰۰
میانگین سنی: ۳۴(تقریبی)
درصد باسواد: %۹۹/۷(تقریبی)
میانگین میزان تحصیلات: لیسانس

## معماری و شهر سازی شهرک دانشگاه شریف
شهرک دانشگاه صنعتی شریف با توجه ماهیت فرهنگی و علمی از ابتدا به دستان هنرمند استادان هنر معماری و شهرسازی سپرده شد تا شهرکی باشد درخور و شایسته ملیت ایرانی که احترام به طبیعت و آرامش و لطافت اصول آن می‌باشد.
طراحی شهرسازی شهرک دانشگاه صنعتی شریف بر اساس دیدگاه‌های شهرسازی استادانی چون برنارد چومی، لوئیس مامفورد، پی یر روپتکین، کلود لوی استروس و مانوئل کاستلز اسپانیایی شکل گرفت که هدف و شعار اصلی آن تأمین نیازها و آسایش و هماهنگی است.
طراحی معماری خانه‌های ویلایی شهرک دانشگاه صنعتی شریف تلفیق هنر معماری ارمنستان، اسپانیا و ترکیه با ریشه‌های معماری ایرانی است. تمام خانه‌هایی که در خیابان‌های اصلی و قدیمی ساخته شده‌اند بر مبنای این اصول سازگار و پابرجا هستند.
مهم‌ترین ویژگی بصری معماری شهرک دانشگاه شریف هماهنگی با طبیعت کوهستانی منطقه است و استفاده از عناصری که تجلی طبیعت دامنه کوه و نمادی از لطافت و قدرت و روح مستحکم کوهستان می‌باشد در هنر معماری شهرک دانشگاه صنعتی شریف محل توجه قرار گرفته‌است.